# ODESSA
ODESSA, ook wel OdeSSA, acroniem van het -voluit- Duitse: Organisation der ehemaligen SS-Angehörigen (vertaling: 'Organisatie van voormalige SS-leden'), was een verondersteld netwerk van SS-officieren en -sympathisanten. Het zou aan het eind van de Tweede Wereldoorlog zijn opgezet onder leiding van Otto Skorzeny en als doel hebben hoge nazi's te helpen vluchten uit het door de geallieerden bevrijde Europa.

## Achtergrond
Rond het einde van de Tweede Wereldoorlog in Europa vluchtten vele SS'ers, Gestapo-leden en andere nazi's naar het buitenland, om internering en mogelijke strafvervolging te ontlopen. Als doel kozen ze landen die geen uitleveringsverdragen met de geallieerden hadden en waar ze meenden welkom te zijn. Er zijn er met name veel uitgeweken naar Spanje, het Midden-Oosten en Latijns-Amerika. Exacte aantallen zijn niet te geven, maar het moet om zeker enkele duizenden zijn gegaan. Bij hun vlucht maakten ze onder meer gebruik van de omstandigheid dat in die tijd miljoenen ontheemde mensen en vluchtelingen door Europa trokken en dat lokale en nationale autoriteiten niet sterk genoeg waren om daar grip op te krijgen. Een bekende route was de rattenlijn, die liep vanuit Duitsland via Oostenrijk naar het Italiaanse Zuid-Tirol en vervolgens over zee naar immigratielanden. Gezien de enorme aantallen vluchtende nazi's en het schijnbare gemak waarmee zij uitweken, ligt het voor de hand te veronderstellen dat zij daarbij hulp kregen en/of onderling samenwerkten. De Oostenrijkse bisschop Alois Hudal zou daarin een belangrijke rol hebben gespeeld, maar dat hij deel uitmaakte van een organisatie valt niet aan te tonen.

## De visie van Wiesenthal
Volgens de bekende nazi-jager Simon Wiesenthal werd ODESSA in 1946 opgezet. De organisatie zou banden hebben met Argentinië, Egypte, Duitsland, Italië, Zwitserland en het Vaticaan. Ze opereerde vanuit Buenos Aires en hielp Adolf Eichmann, Josef Mengele, Erich Priebke en veel andere oorlogsmisdadigers om het bezette Duitsland te ontvluchten en een schuilplaats te vinden in Latijns-Amerika en het Midden-Oosten. Wiesenthal zou in 1950 van deze organisatie op de hoogte zijn gebracht door een niet nader gespecificeerde informant 'Hans'.
Verscheidene bronnen noemen een aantal van 9000 naar Zuid-Amerika gevluchte nazi's, waaronder ook Oekraïners, Russen en ook West-Europese handlangers. Met name Argentinië zou behulpzaam zijn geweest, onder meer met het aan ODESSA verstrekken van duizenden blanco paspoorten. Ook het Reichssicherheitshauptamt zou duizenden valse paspoorten hebben verstrekt. De Encyclopaedia Britannica gaat uit van een tussen 1947 en 1952 bestaande organisatie of netwerk met als doel het helpen vluchten van nazi's.

## Versplinterd beeld
Andere bronnen, zoals interviews met voormalige SS'ers in het kader van de documentaire Mythos Odessa: Wahrheit oder Legende? (2002) van de ZDF, suggereren dat ODESSA nooit die ene wereldwijde geheime organisatie was die Wiesenthal beschreef, maar dat er diverse organisaties waren, zowel openlijk als geheim. De Engelse journalist en publicist Guy Walters, schrijver van onder meer het boek Hunting Evil over het onderwerp, vermoedt dat "Odessa" is ontstaan als wachtwoord tussen ingewijden in een Amerikaans interneringskamp voor SS'ers. Daar zou het door informanten zijn opgevangen, waarna de term een eigen leven ging leiden. Overigens bestrijdt ook Walters niet dat er kleine en grote organisaties betrokken waren bij het doen vluchten van SS'ers. De literatuur noemt daarbij namen als "Stille Hilfe" met als boegbeeld Gudrun Burwitz, "Kameradenwerke" en "Scharnhorst". Volgens Paul Manning in zijn boek Martin Bormann: Nazi in Exile vonden uiteindelijk meer dan 10.000 voormalige Duitse militairen de weg naar Zuid-Amerika langs de vluchtroutes ODESSA en "Deutsche Hilfsverein". Ook volgens Uki Goñi, die in zijn boek La auténtica Odessa (Het ware Odessa, 2002) met name de Argentijnse kant van de zaak belichtte, moet het om duizenden gevluchten zijn gegaan.
In het in 2008 verschenen Nazis on the Run: How Hitler's Henchmen Fled Justice van de Oostenrijkse historicus Gerald Steinacher schetst deze een beeld van het verloop van de vluchtroutes en de betrokken instanties. Van het idee van één centraal geleide hulporganisatie met de naam ODESSA laat Steinacher weinig heel, maar volgens een recensent geeft hij sterke bewijzen voor de betrokkenheid van het Vaticaan bij de vluchtroutes. Ook de rol van het Rode Kruis is door Steinacher onderzocht en beschreven.

## Mythevorming
Onder meer volgens Walters en Steinacher heeft het op Wiesenthals analyse gebaseerde The Odessa File (1972) van Frederick Forsyth niet weinig bijgedragen aan de mythevorming rond ODESSA. Hetzelfde zou gelden voor de film uit 1974 met de gelijknamige titel. De speculaties werden nieuw leven ingeblazen toen namens ODESSA de verantwoordelijkheid werd geclaimd voor de autobom op 9 juli 1979 in Frankrijk gericht op de antinazi-activisten Serge en Beate Klarsfeld.
Meerdere, deels pseudowetenschappelijke publicaties maken er gewag van dat ODESSA een van de uitvoerende instanties zou zijn geweest van een groter plan van de Nazipartij om zich -ondergronds- voor te bereiden op het "Vierde Rijk". Cruciaal daarbij is een veronderstelde geheime vergadering in augustus 1944 van nazikopstukken en Duitse grootindustriëlen in Straatsburg. De organisatie zou over enorme fondsen beschikken, goeddeels afkomstig uit door de nazi's geroofde bezittingen. Hoewel er geen wetenschappelijk bewijs voor deze bijeenkomst voorhanden is, duikt ze ook in meer serieuze bronnen weleens op.